# IPod Battle

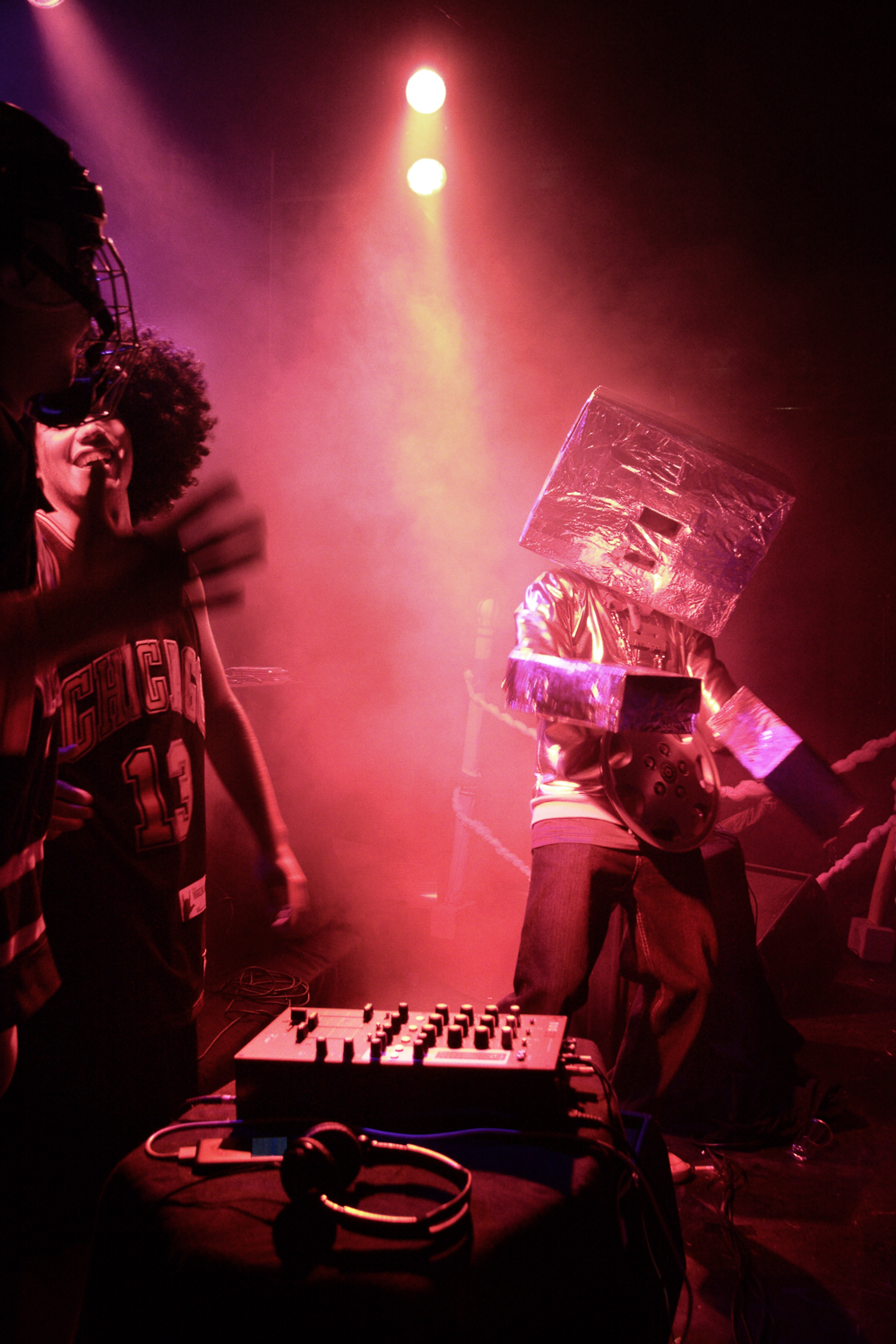

L'iPod Battle est un tournoi musical entre plusieurs équipes basé sur l’utilisation d'iPods.

## Histoire et déroulement
L'iPod Battle a été lancé à Paris. Le phénomène s’est ensuite répandu en Europe et au Québec (à Montréal surtout).
À Lille, ou plus précisément à Roubaix, des salles comme la Condition Publique et la Cave aux Poètes ont d’ores et déjà lancé ce tournoi.
Deux équipes de disc jockeys costumés s'affrontent sur un ring. Les participants doivent faire bouger et crier la foule qui assiste à l'événement avec leurs costumes, leurs chorégraphies et surtout la musique de leur iPod. Les équipes jouent des extraits musicaux d'une durée de 60 à 90 secondes à tour de rôle. À la fin d'un round, soit un échange de 3 à 5 extraits pour chaque équipe, l'équipe gagnante est déterminée par les cris de la foule (à l'aide d'un sonomètre).